# Oddlaug Vereide
Oddlaug Vereide (10 de abril de 1933 - 4 de agosto de 2021) foi uma política norueguesa do Partido Democrata Cristão. Foi eleita deputada e reuniu-se regularmente no Storting em 1989 e 1990.

## Carreira política
Vereide foi eleita deputada representante no Storting pelo círculo eleitoral de Sogn og Fjordane para o período 1989-1994, pelo Partido Democrata Cristão. Ela substituiu Lars Gunnar Lie no Storting de 1989 a 1990, enquanto Lie era ministra do governo, e foi membro do de um comité de 1989 a 1990.
Ela também foi membro do conselho municipal de Gloppen de 1979 a 1995. Foi também membro do conselho de várias organizações locais e membro do conselho do capítulo Sogn og Fjordane do Partido Democrata Cristão.

## Vida pessoal
Vereide nasceu em Gloppen no dia 10 de abril de 1933, filha dos agricultores Elias Eimhjellen e Maria O. Solheim.
Ela faleceu no dia 4 de agosto de 2021.